# Louis-Raymond Fischer
Pour les articles homonymes, voir Fischer.
Ne doit pas être confondu avec Louis-Bernard Fischer.
Louis-Raymond Fischer, né le 29 août 1898 à Paris et mort le 3 juin 1988 à Pau, est un architecte non diplômé, résistant et homme politique français.
Il entre à l'École des Beaux-arts de Paris en juillet 1919, mais la quitte en novembre 1922 et n'est donc pas diplômé. Il s’est formé très tôt aux préceptes de l’architecture moderne dans les meilleures agences : il fréquente les ateliers d’Adolph Loos à Vienne en 1920, ceux des membres du Bauhaus à Weimar en 1920-1921, l’atelier de Frank Lloyd Wright à Indianapolis en 1923.

## Le résistant
Pendant la guerre 1939-1945, il est connu en 1941 comme Élie Giboin au sein du groupement de résistance Combat. Il se trouve sous les ordres de Maurice Chevance. Puis il rejoint le maquis du Vercors

## Réalisations de l'architecte
- Atelier parisien du peintre animalier Jacques Nam, construit en 1923, No 23 rue Nicolo à Paris
- Contemporaines des villa Cook[3] de Le Corbusier et maison Collinet[4] de Robert Mallet-Stevens :
  - Villa Dubin[5] à Boulogne-Billancourt, 4 rue Denfert-Rochereau[6]
  - Maison de Marcel Dury[7], à Boulogne-Billancourt, 11 rue du Belvédère [8]
  - Maison dite hôtel Godfray à Boulogne-Billancourt, 4 rue du Belvédère [9]
- Maison d'architecte à Andrésy, no 60bis rue du Général-Leclerc [10]
- École[11] au Nouvion-en-Thiérache (collaboration, extension)
- Lotissement de l'avenue du Parc-Saint-James[12] à Neuilly-sur-Seine (contribution)

## Probables projets
- Une villa à Marnes-la-Coquette en 1926[13] qui a eu la faveur de la photographe Thérèse Bonney.

## Vie privée
Du mariage avec Denise Rentchler (de Besançon), en août 1923, naissent deux enfants : Éliane le 14 avril 1925 ; Robert le 3 mars 1927. Les époux se séparent par divorce acté en avril 1939. Éliane se marie en 1947 à Jacques Wertheimer, qui sera à la tête de Chanel.

## Hommages
- Une rue d'Hirson porte son nom[14].

## Erreurs d'attribution
Contrairement à ce qu'indique l'AGORHA :
- le domaine de Sybirol[15] à Floirac est dû à Louis-Bernard Fischer, de même pour :
- le parc de l'abbaye Notre-Dame de Bonlieu de Carbon-Blanc[16] à Carbon-Blanc, commune limitrophe de Sainte-Eulalie (Gironde)